# 片岡誓
片岡 誓（かたおか ちかい、1913年 - 1997年）は洋画家、二紀会同人、サロン・ド・パリ委員、日本美術家連盟会員。

## 略歴
1913年岡山県真庭郡中和村（現：真庭市）で片岡家の7人兄弟の末っ子として生まれる。幼少より県の絵画展などで特賞を取るなどし、将来、画家を目指そうと幼心に決意。
姫路師範学校（現：神戸大学）で教師の資格を得、教鞭をとる一方で、二紀会の田村孝之介に師事する。抽象画に新たな表現法を見出し、神戸二紀会の有望若手画家として活躍。毎年東京で個展を開催し高い評価を得る。
その後、イタリア・ローマ美術院館長の招聘により渡欧、ほどなくパリに下宿しモンパルナスのアカデミー・グランショミエールに学び、西洋絵画の本場で学ぶうちに後期印象派、とり分けアンリ・マティスに惹かれ、色彩豊かな画風を確立していった。明るく多彩な色使いが特徴で、見る人を暖かみのある世界に誘う画風は色彩の魔術師とも呼ばれる。以降、30数年に亘り、ほぼ毎年渡欧し新作を会員展及び個展で発表した。1997年芦屋市で逝去。
受賞歴よりむしろ市井で人気のあった画伯。

## 受賞歴
芦屋市美術協会賞受賞、二紀会入選、フランス、ル・サロン展入選、サロン・ド・パリ委員、二紀会神戸作家賞受賞、中国労働人民文化宮賞、同人特別賞、韓国ソウル帝都六百年記念賞。

## 代表的な作品
風景を好んでモチーフにしており、とりわけイタリア・ヴェネツィアやフランス・パリといった中世の遺構の残る欧州諸国をはじめ、水のある景色を好み、日本の海岸や漁港の作品も多い。
また静物画では花、アンチックドール、人物と対象は多岐に亘り、表現法も具象から抽象まで幅広い。作品は油彩画を中心に変化に富んだ洒脱な筆遣いの水彩画も含め多数残している。
100号前後の大作の多数が京都大学の桂キャンパスに収蔵、展示されている。作品はテーマや季節に応じ展示され、教育・研究活動に新たな息吹を呼んでいる。作品はテーマや季節に応じ展示され随時鑑賞することが出来る。また、生涯最大の大作600号の『ヴェニス・サンマルコ広場』はアトリエを持ち制作の拠点であった兵庫県芦屋市の芦屋市役所に展示。

## 評価
円熟期の評価は号20万円である。

## サイン
当初、C,（CHIKAI）.KATAOKAを用い後に発音に近いT,(THIKAI).KATAOKAを用いている。希にKATAOKAでなくAKAIを用いた作品もある。